# Lycaea lilia
Lycaea lilia is een vlokreeftensoort uit de familie van de Lycaeidae. De wetenschappelijke naam van de soort is voor het eerst geldig gepubliceerd in 1982 door Volkov.